# ایلیساین دیوید
ایلیساین دیوید (انگلیسی: Ilisaine David؛ زادهٔ ۱۷ دسامبر ۱۹۷۷) بازیکن بسکتبال اهل برزیل است.